# Meristocera laticornis
Meristocera laticornis är en tvåvingeart som beskrevs av James 1967. Meristocera laticornis ingår i släktet Meristocera och familjen vapenflugor.
Artens utbredningsområde är Dominica. Inga underarter finns listade i Catalogue of Life.